# 广州市贸易职业高级中学
广州市贸易职业高级中学简称贸易职中，位于中国广州市越秀区中山六路瑞兴新街7号，前身是于1980年创立的广州市财经职业高级中学（市第八十五中学）及1989年创立广州市贸易职业高级中学（市第三十八中学）合并而成。学校现为广东省重点中等职业学校、广州市现代教育技术实验学校，有在校学生约2500人。

## 历史
- 1980年，根据广州市教育局中学结构调整规划，广州市第八十五中学高中部改办为广州市财经职业中学。
- 1992年3月，广州市财经职业中学被广州市教育局确认为“广州市重点中等职业学校”。
- 2002年，广州市第三十七中学职中部与广州市服装职中（即原广州市第三十八中学）等学校合并成立新的广州市贸易职业高级中学。
- 2005年，广州市财经职业学校被广州市教育局调整为完全职业高级中学，并改名为广州市财经职业高级中学，初中部（广州市第八十五中学）停办。
- 2010年，经越秀区教育局调整，广州市财经职业高级中学（原市八十五中）与广州市贸易职业高级中学（原市三十八中）合并。保留“广州市贸易职业高级中学”校名。原财经职中校区开设金融事务、会计专业，原贸易职中校区开设服装设计、美术设计、商务英语、国际商务专业。
- 2012年学校通过广东省教育专家组的评估，正式被确认为“广东省重点中等职业学校”，同时文德校区调整招生方向，只招收高职方向学生。
- 2024年，学校被列入广州市首批综合高中试点名单。综合高中班学生具有普通高中学籍，高一同时学习普通高中的9门高考课程和职业课程；高二可选择普通高中方向并参加高考，亦可转回职业教育方向[1]。

## 开设专业
学校现开设有会计、金融事务、商务英语、美术设计与制作、服装设计与制作、物流服务与管理、国际商务和电子商务8大专业，其中，会计专业是省重点专业，金融事务、服装设计与制作专业是广州市重点专业。